# Flavio Vanzella
Flavio Vanzella (ur. 4 marca 1964 w Vazzoli) – włoski kolarz szosowy, dwukrotny medalista mistrzostw świata.

## Kariera
Pierwszy sukces w karierze Flavio Vanzella osiągnął w 1986 roku, kiedy wspólnie z Mario Scireą, Massimo Podenzaną i Erosem Polim zdobył srebrny medal w drużynowej jeździe na czas na mistrzostwach świata w Colorado Springs. Na rozgrywanych rok później mistrzostwach świata w Villach Włosi w składzie: Roberto Fortunato, Eros Poli, Mario Scirea i Flavio Vanzella zwyciężyli w tej samej konkurencji. W 1988 roku wystartował na igrzyskach olimpijskich w Seulu, gdzie drużynowo był piąty. Ponadto w 1986 roku wygrał niemiecki Rothaus Regio-Tour, a w 1995 roku był najlepszy w Giro del Veneto. Sześciokrotnie startował w Tour de France, najlepszy wynik osiągając w 1994 roku, kiedy zajął 41. miejsce w klasyfikacji generalnej. W 1998 roku zakończył karierę.